# Elachyleon gentilis
Elachyleon gentilis är en insektsart som först beskrevs av Banks 1943.  Elachyleon gentilis ingår i släktet Elachyleon och familjen myrlejonsländor. Inga underarter finns listade i Catalogue of Life.